# Hovvejen (Kalundborg)
 Hovvejen er en to sporet omfartsvej der går igennem det østlige del af Kalundborg. Vejen er en del af primærrute 23 der går mellem Roskilde og Kalundborg.
Omfartsvejen blev lavet for at få den tunge trafik, der skal til Kalundborg Havn og Containerhavn, samt til de store virksomheder Novo Nordisk, Novozymes, Statoil Refining Denmark Raffinaderiet og Asnæsværket uden om Kalundborg Centrum, så byen ikke blev belastet af for meget tung trafik.
Vejen forbinder Holbækvej i nord med Hareskovvej i syd, og har forbindelse til Holbækvej , Hallas Alle, Slagelsevej og Hareskovvej.